# Bernd Böhlich
Bernd Böhlich est un réalisateur et scénariste allemand né le 25 avril 1957 à Löbau.

## Biographie
Bernd Böhlich est né le 25 avril 1957 à Löbau, district de Dresde, en RDA. Son père est le peintre Adolf Böhlich (né le 29 avril 1933 à Johannesberg dans les monts Jizerské, en Tchécoslovaquie, décédé le 23 janvier 2021).
Böhlich commence sa carrière cinématographique en tant qu'assistant réalisateur à la télévision de la RDA. Il termine ses études de réalisation à la Hochschule für Film und Fernsehen Potsdam (de) en 1982 avec son film de diplôme Fronturlaub. Il travaille ensuite comme réalisateur et scénariste pour la télévision de la RDA.
Même après la réunification allemande, il tourne surtout des téléfilms et des séries télévisées. En 2007, il réalise son deuxième film de cinéma, le plus réussi à ce jour, Du bist nicht allein. Les rôles principaux de cette comédie sur le chômage sont tenus par Axel Prahl et Katharina Thalbach.
En 2008, il réalise le film Der Mond und andere Liebhaber, à nouveau avec Katharina Thalbach dans le rôle principal.
Böhlich vit à Berlin-Pankow.

## Récompenses et distinctions
Il a été récompensé deux fois par le prix Adolf-Grimme pour son travail à la télévision.